# Nước rửa chén

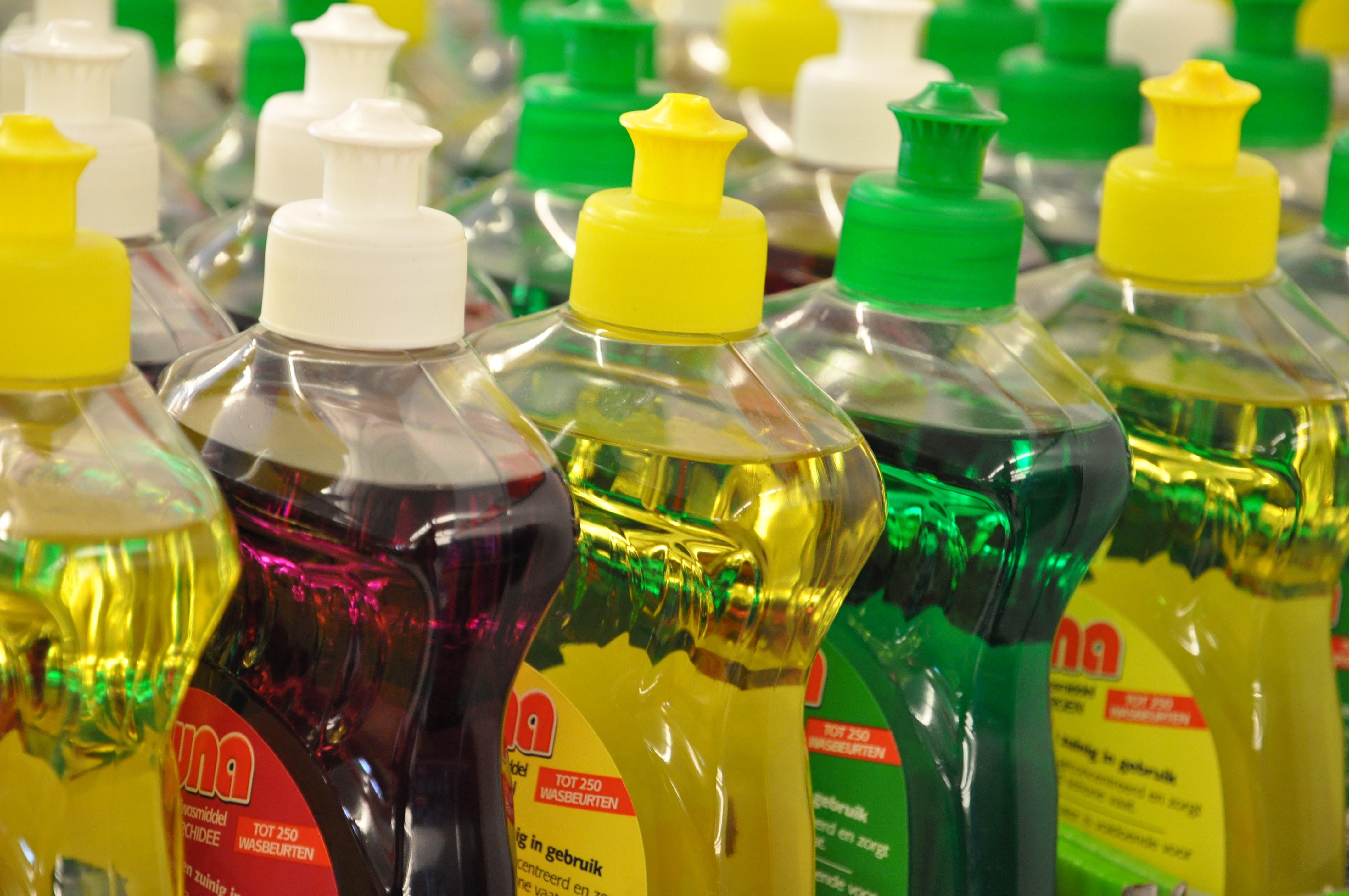
Các loại nước rửa chén với màu sắc và mùi hương khác nhau

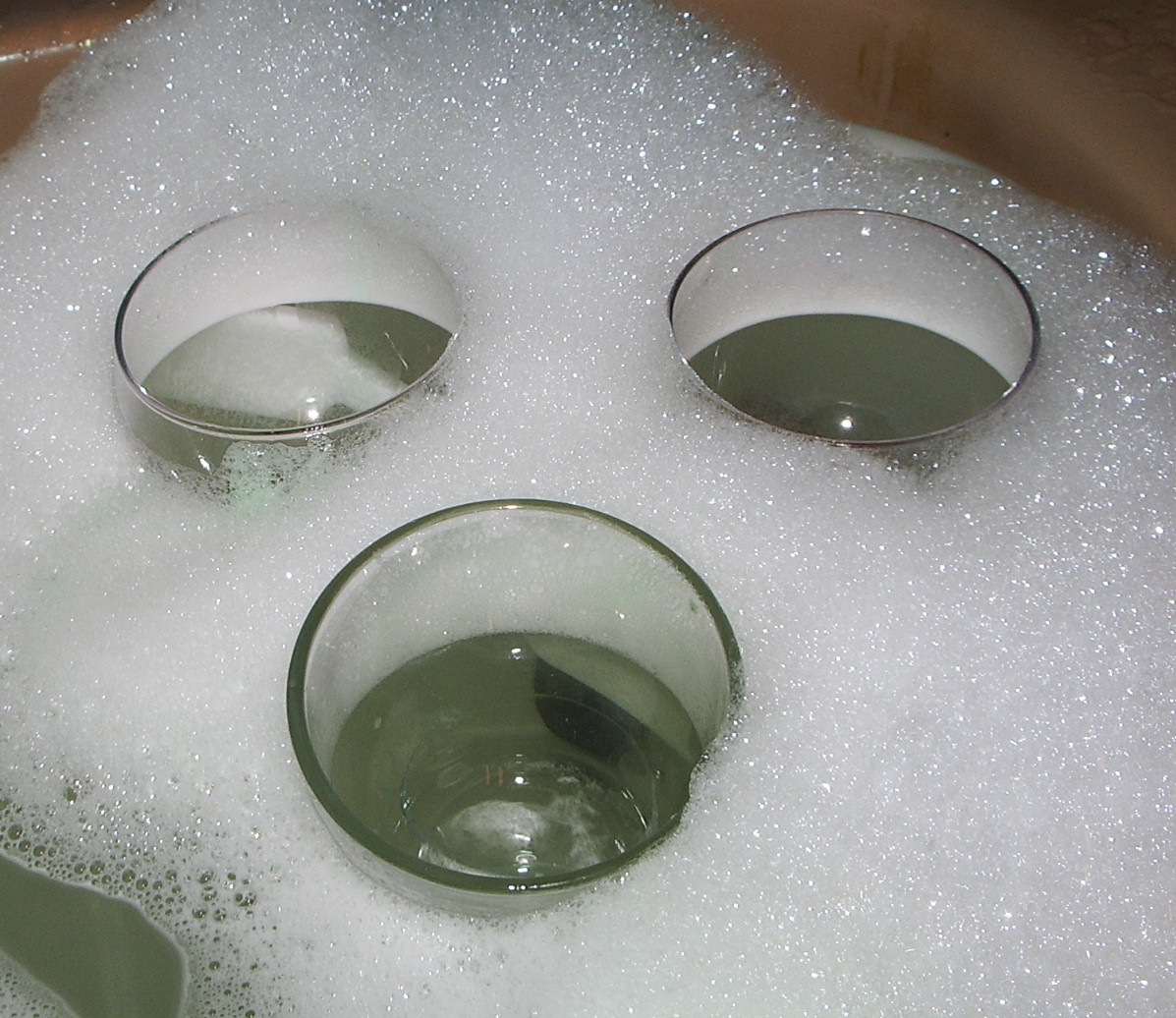
Nước và nước rửa chén hòa trộn để tạo bọt

Nước rửa chén (còn gọi là nước rửa bát hoặc xà phòng rửa chén) là một loại chất tẩy rửa dùng để rửa chén đĩa. Nước rửa chén dành cho máy rửa bát có nhiều dạng khác nhau như gel, chất lỏng, bột, viên nén và gói.
Nước rửa chén thường là hỗn hợp có khả năng tạo bọt cao và ít gây kích ứng da, chủ yếu dùng để rửa ly, đĩa, dao nĩa và các dụng cụ nấu ăn. Ngoài việc rửa chén, nước rửa chén còn có nhiều công dụng khác như tạo bong bóng, giặt quần áo và làm sạch chim bị dính dầu do sự cố tràn dầu.
Nước rửa chén đã xuất hiện từ rất lâu với nhiều thành phần và cách sử dụng khác nhau. Hiện nay, phần lớn nước rửa chén hoạt động hiệu quả nhất khi sử dụng với nước nóng. Tuy nhiên, có một số loại nước rửa chén được thiết kế đặc biệt để sử dụng với nước lạnh hoặc nước biển.